# ウォルター・アストン (第4代フォーファーのアストン卿)
第4代フォーファーのアストン卿ウォルター・アストン（英語: Walter Aston, 4th Lord Aston of Forfar、1660年 – 1748年4月4日）は、スコットランド貴族。

## 生涯
第3代フォーファーのアストン卿ウォルター・アストンと1人目の妻エレノア・ブラウント（Eleanor Blount、1674年12月3日没、初代準男爵ウォルター・ブラウントの娘）の息子として、1660年に生まれた。
1698年10月1日頃、メアリー・ハワード（Mary Howard、1723年5月23日没、トマス・ハワードの娘）と結婚、5男6女をもうけた。メアリーは末男ジェームズを出産しているときに死亡した。
- メアリー（1703年10月27日 – 1704年12月10日）
- アン（1705年4月4日 – 7月24日）
- キャサリン・エリザベス（1708年3月7日 – 1739年10月25日） - 1727年6月13日以降、エドワード・ウェルド（Edward Weld）と結婚
- メアリー・アン（1709年5月 – 1712年4月2日）
- ウォルター（1711年2月16日 – 1717年6月19日）
- エドワード・リチャード（1713年1月17日 – ?） - 早世
- マーガレット（1714年3月28日 – 1747年8月） - 修道女
- トマス・ウィリアム・アンソニー（1739年没）
- エリアノーラ（Elianora、1717年5月22日 – 1728年2月1日）
- チャールズ・ジョセフ（1719年3月19日 – 1730年4月12日）
- ジェームズ（1723年 – 1751年） - 第5代フォーファーのアストン卿

1714年11月24日に父が死去すると、フォーファーのアストン卿の爵位を継承した。
1748年4月4日にティクソルで死去、8日に埋葬された。末男ジェームズが爵位を継承した。